# Katsuhiko Nagata
Katsuhiko Nagata (* 31. Oktober 1973 in Tōgane, Präfektur Chiba) ist ein ehemaliger japanischer Ringer. Er gewann bei den Olympischen Spielen 2000 in Sydney eine Silbermedaille im griechisch-römischen Stil im Leichtgewicht.

## Werdegang
Katsuhiko Nagata kam erst im Alter von 16 Jahren im Jahre 1989 an der Seito-High-School in Chiba zum Ringen. Während seiner High-School-Zeit konnte er noch keine größeren Erfolge erzielen. Er trat dann dem Tokon Club of New Japan Pro Wrestling Chiba bei, wo er von seinem Vater Yuji Nagata trainiert wurde. Er ringt ausschließlich im griechisch-römischen Stil und erreichte im Jahre 1997, also erst im Alter von 24 Jahren die japanische Spitzenklasse der Ringer in diesem Stil. Er ist Firmenangestellter.
Im Jahre 1997 wurde er erstmals japanischer Meister im Leichtgewicht. Diesen Titel gewann er dann auch in den Jahren 1998 bis 2002, von 1998 bis 2001 im Leichtgewicht und 2002 im Weltergewicht. 2003 kam er auf den 2. Platz und 2004 auf den 3. Platz jeweils im Weltergewicht.
Die internationale Karriere von Katsuhiko Nagata begann 1997 mit einem 2. Platz im Leichtgewicht bei den Ost-Asien-Spielen in Pusan hinter Son Sang-pil, Südkorea. Im gleichen Jahr startete er dann auch erstmals bei einer Weltmeisterschaft. In Wrocław kam er im Leichtgewicht nach einer Niederlage gegen Waghinak Galstjan, Armenien, zu Siegen über Andrei Nikiforow, Kasachstan und Mattias Schoberg, Schweden, dann verlor er aber gegen Mecnun Güler, Türkei, womit er ausschied und nur den 16. Platz belegte.
Auch bei den Weltmeisterschaften 1998 in Gaevle/Schweden und 1999 in Athen konnte er sich nicht im Vorderfeld platzieren. 1998 kam er auf den 23. Platz und 1999 nur auf den 30. Platz. Bei den Asien-Spielen 1998 in Bangkok erreichte er im Leichtgewicht einen 7. Platz.
Aufgrund des damaligen enorm aufwändigen Qualifikations-Modus des Internationalen Ringer-Verbandes (FILA) für die Olympischen Spiele 2000 in Sydney musste Katsuhiro Nagata im Frühjahr 2000 vier Qualifikations-Turniere in Faenza, Clermont-Ferrand, Taschkent und Colorado Springs bestreiten, bis er endlich die Qualifikation für die Spiele in Sydney erreicht hatte. Vor diesen Spielen wurde er dann im Mai 2000 in Seoul Asienmeister im Leichtgewicht vor Hadie Zeinvand, Iran und Zhang Xiling, China. Bei den Olympischen Spielen stand ihm dann das Glück zur Seite. In seinem Pool waren außer ihm noch Ruslan Biktjakow aus Usbekistan und Heath Sims aus Kanada. Diese drei Ringer besiegten sich gegenseitig (Nagata gewann gegen Biktjakow und unterlag gegen Sims). Das beste Punkteverhältnis hatte aber Katsuhiko Nagata, der damit Poolsieger wurde. Damit stand er schon im Halbfinale, in dem er den Russen Alexei Gluschkow besiegte. Im Finale unterlag er gegen Filiberto Ascuy Aguilera aus Kuba und gewann damit die Silbermedaille.
2001 siegte er dann noch bei den Ost-Asien-Spielen in Osaka vor Choi Duk-hoon, Südkorea und Saiyi Njiya aus China und bei den Asien-Spielen 2002 in Pusan belegte er im Weltergewicht den 5. Platz. Bei den Weltmeisterschaften 2001, 2002 und 2003 belegte er nur Mittelplätze. 2004 kam er bei den Asienmeisterschaften in Alma-Ata im Weltergewicht auf den 4. Platz und qualifizierte sich damit für die Teilnahme an den Olympischen Spielen dieses Jahres in Athen. In Athen verlor er beide Kämpfe, die er bestritt und belegte nur den 16. Platz. Danach beendete er seine Karriere.

## Internationale Erfolge
| Jahr | Platz  | Wettbewerb                                  | Gewichtsklasse | Ergebnisse |
| 1997 | 2.     | Ost-Asien-Spiele in Pusan/Südkorea          | Leicht         | hinter Son Sang-pil, Südkorea, vor Mchitar Manukjan, Kasachstan |
| 1997 | 16.    | WM in Wrocław                               | Leicht         | nach einer Niederlage gegen Waghinak Galstjan, Armenien, Siegen gegen Andrei Nikiforow, Kasachstan und Mattias Schoberg, Schweden und einer Niederlage gegen Mecnun Cüler, Türkei                  |
| 1998 | 23.    | WM in Gaevle/Schweden                       | Leicht         | nach einem Sieg über Ari Härkänen, Finnland und einer Niederlage gegen Rustam Adschy, Ukraine |
| 1998 | 7.     | Asien-Spiele in Bangkok                     | Leicht         | nach einem Sieg über Apisit Buain, Thailand und Niederlagen gegen Son Sang-pil und Jong Kon-I, Nordkorea                                                                                           |
| 1999 | 30.    | WM in Athen                                 | Leicht         | nach Niederlagen gegen Uladsimir Kapytau, Weißrussland und Son Sang-pil |
| 2000 | 16.    | Olympia-Qualif.-Turnier in Faenza           | Leicht         | Sieger: Adam Juretzko, Deutschland vor Juha Lappalainen, Finnland |
| 2000 | 5.     | Olympia-Qualif.-Turnier in Clermont-Ferrand | Leicht         | Sieger: Ryszard Wolny, Polen vor Adam Juretzko |
| 2000 | 6.     | Olympia-Qualif.-Turnier in Taschkent        | Leicht         | Sieger: Islam Duguschiew, Aserbaidschan vor Mahmut Altay, Türkei |
| 2000 | 8.     | Olympia-Qualif.-Turnier in Colorado Springs | Leicht         | Sieger: Mohammad Babulfath, Schweden vor Ryszard Wolny |
| 2000 | 1.     | Asienmeisterschaft in Seoul                 | Leicht         | vor Hadie Zeinvand, Iran und Zhang Xiling, China |
| 2000 | Silber | OS in Sydney                                | Leicht         | nach einem Sieg über Ruslan Bikrjakow, Usbekistan, einer Niederlage gegen Heath Sims, Kanada, einem Sieg über Alexei Gluschkow, Russland und einer Niederlage gegen Filiberto Ascuy Aguilera, Kuba |
| 2001 | 11.    | "Wladiyslaw-Pytlasinski-Memorial in Wrocław | Leicht         | |
| 2001 | 1.     | Ost-Asien-Spiele in Osaka                   | Leicht         | vor Choi Duk-hoon, Südkorea und Saiyi Njiya, China |
| 2001 | 13.    | WM in Patras                                | Leicht         | nach einer Niederlage gegen Moises Sanchez Parra, Spanien und einem Sieg über Endrix Arteaga, Venezuela                                                                                            |
| 2002 | 18.    | WM in Moskau                                | Welter         | nach einem Sieg über Daniel Schnyder, Schweiz und einer Niederlage gegen Wladimir Schazkich, Ukraine                                                                                               |
| 2002 | 5.     | Asien-Spiele in Pusan                       | Welter         | Sieger: Kim Jin-soo, Südkorea vor Parviz Zaidvand, Iran |
| 2002 | 1.     | „Kurt-Angle“-Classics in New Orleans        | Welter         | vor Thomas Dantzler, USA |
| 2003 | 3.     | „Dave-Schultz“-Memorial in Colorado Springs | Welter         | hinter Filiberto Ascuy Aguilera und Mohammad Babulfath |
| 2003 | 10.    | WM in Créteil                               | Welter         | nach Siegen über Michael Jaworski, Polen und Artur Stankevic, Litauen und einer Niederlage gegen Marko Yli-Hannuksela, Finnland                                                                    |
| 2004 | 4.     | „Dave-Schultz“-Memorial in Colorado Springs | Welter         | hinter Darryl Christian und Thomas Dantzler, beide USA und Mark Overgaard Madsen, Dänemark |
| 2004 | 4.     | Asienmeisterschaft in Alma-Ata              | Welter         | hinter Aleksandr Doxturishvili, Usbekistan, Daniel Chalimow, Kasachstan und Choi Duk-soon |
| 2004 | 4.     | Großer Preis von Ungarn in Szombathely      | Welter         | hinter Andras Horvath und Csaba Hirbik, beide Ungarn und Mark Overgaard Madsen |
| 2004 | 6.     | Großer Preis von Deutschland in Dortmund    | Welter         | Sieger: Adam Juretzko vor Mark Overgaard Madsen |
| 2004 | 16.    | OS in Athen                                 | Welter         | nach Niederlagen gegen Danijar Kobonow, Kirgisistan und Marko Yli-Hannuksela |

## Japanische Meisterschaften
| Jahr | Platz | Gewichtsklasse | Ergebnisse                                          |
| 1997 | 1.    | Leicht         |                                                     |
| 1998 | 1.    | Leicht         |                                                     |
| 1999 | 1.    | Leicht         |                                                     |
| 2000 | 1.    | Leicht         |                                                     |
| 2001 | 1.    | Leicht         | vor Masanori Oi                                     |
| 2002 | 1.    | Welter         | vor Taichi Suga, Atsushi Kano und Tsukasa Tsuramaki |
| 2003 | 2.    | Welter         | hinter Taichi Suga                                  |
| 2004 | 3.    | Welter         | hinter Tsukasa Tsuramaki und Taichi Suga            |

## Erläuterungen
- alle Wettbewerbe im griechisch-römischen Stil
- OS = Olympische Spiele, WM = Weltmeisterschaft
- Leichtgewicht, bis 2001 bis 69 kg, Weltergewicht seit 2002 bis 74 kg Körpergewicht